# Xian de Maizhokunggar
Cette page contient des caractères spéciaux ou non latins. S’ils s’affichent mal (▯, ?, etc.), consultez la page d’aide Unicode.
Le xian de Maizhokunggar ou de Medro Gungkar (chinois simplifié : 墨竹工卡县 ; pinyin : Mòzhúgōngkǎ Xiàn ; tibétain : མལ་གྲོ་གུང་དཀར་རྫོང་, Wylie : mal gro gung dkar rdzong) est un district administratif de la région autonome du Tibet en Chine. Il est placé sous la juridiction de la ville-préfecture de Lhassa.

## Histoire
En mars 2013, sur le site d'une mine de cuivre exploitée par une filiale de la compagnie minière China National Gold Group Corporation, un accident a provoqué la mort de 83 mineurs.

## Démographie
La population du district était de 40 512 habitants en 1999.

## Personnalités liées à la région
- Thupten Yeshi